# Etat Z 23700
Die Fahrzeuge der Baureihe Z 23700 der ehemaligen französischen Staatsbahn Chemins de fer de l’État (ÉTAT) bzw. Z 3700 der SNCF waren zweiteilige elektrische Triebwagen für den erweiterten Vorortverkehr („Automotrices des grandes banlieues“). Wegen ihrer Wagenkästen aus rostfreiem Stahl werden sie auch als Automotrices Budd bezeichnet.

## Vorgeschichte
Als Auffanggesellschaft wirtschaftlich prekärer Eisenbahnbetriebe war die 1878 gegründete ÉTAT zunächst von geringer wirtschaftlicher Bedeutung. Mit der Verstaatlichung des Netzes der Chemins de fer de l’Ouest (Ouest) wurde sie 1909 eine der großen Eisenbahngesellschaften Frankreichs. Mit den Bahnhöfen Saint-Lazare und Montparnasse der Ouest verfügte sie fortan erstmals über eigene Bahnhöfe in Paris.
Zu den von der Ouest übernommenen Strecken gehörte jene von Paris Montparnasse nach Le Mans, die die ÉTAT 1937 elektrifizierte. Um auf dieser stark befahrenen Hauptbahn die Fernzüge möglichst wenig zu behindern, wünschte die État für den Vorort- und Regionalverkehr Triebwagen mit einem hohen Beschleunigungsvermögen und einer adäquaten Höchstgeschwindigkeit.

## Geschichte und Beschreibung

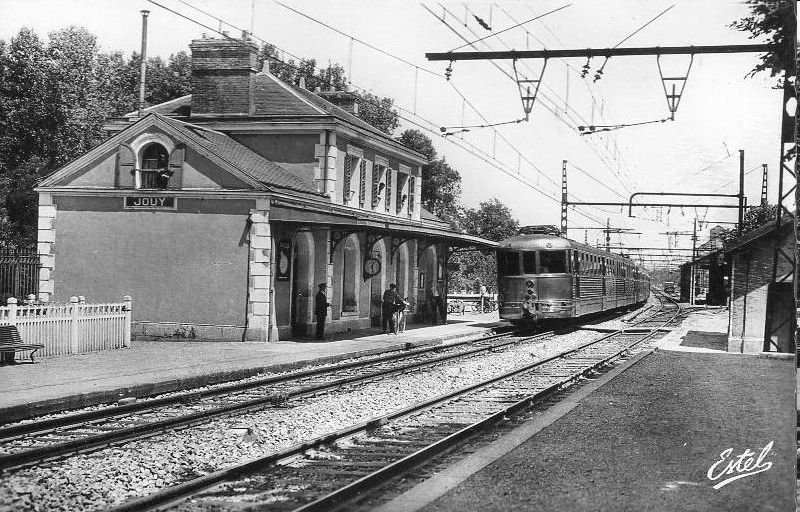
Z 3700 mit ursprünglichem Spitzensignal in Jouy

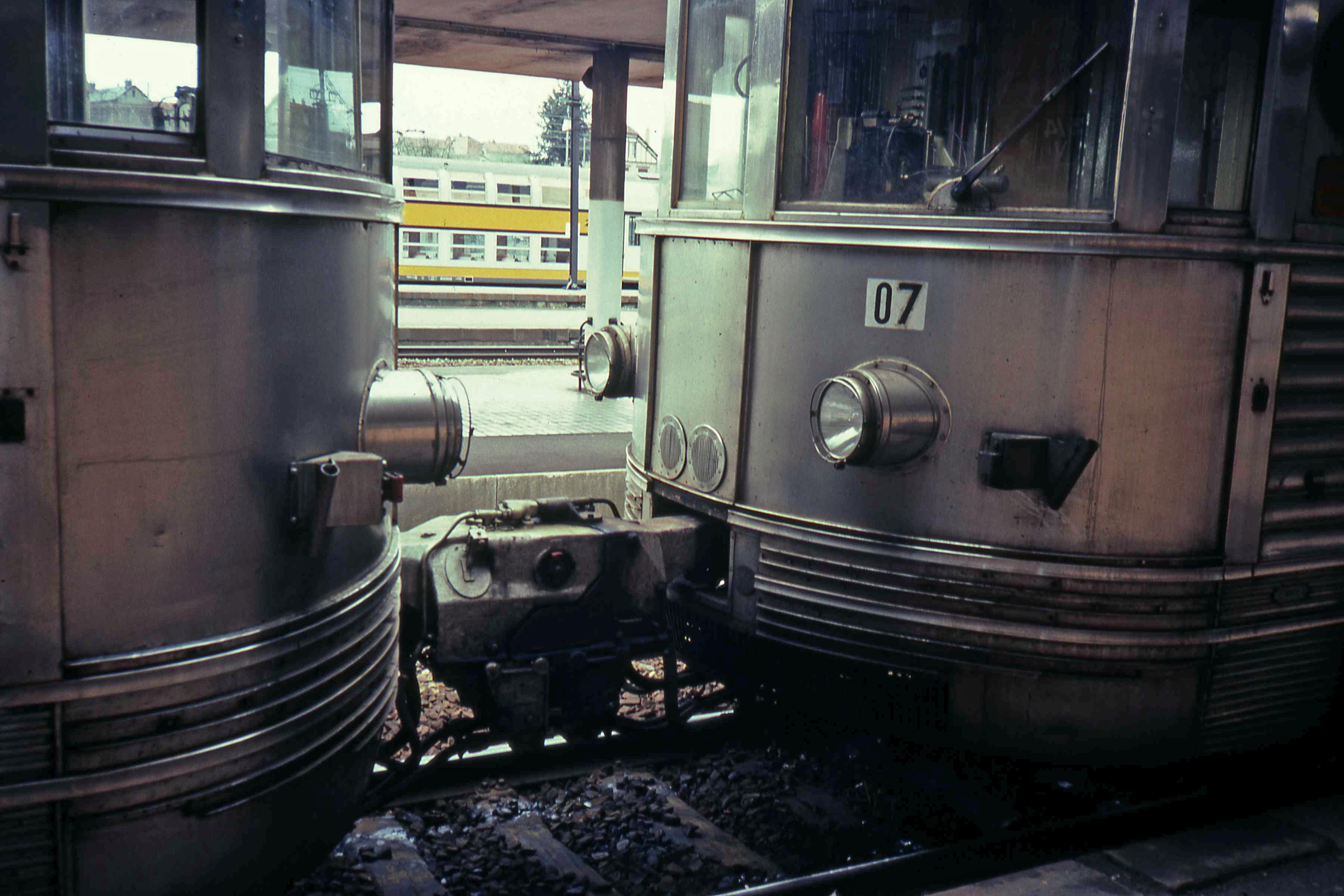
Boirault-Kupplungen an zwei Z 3700

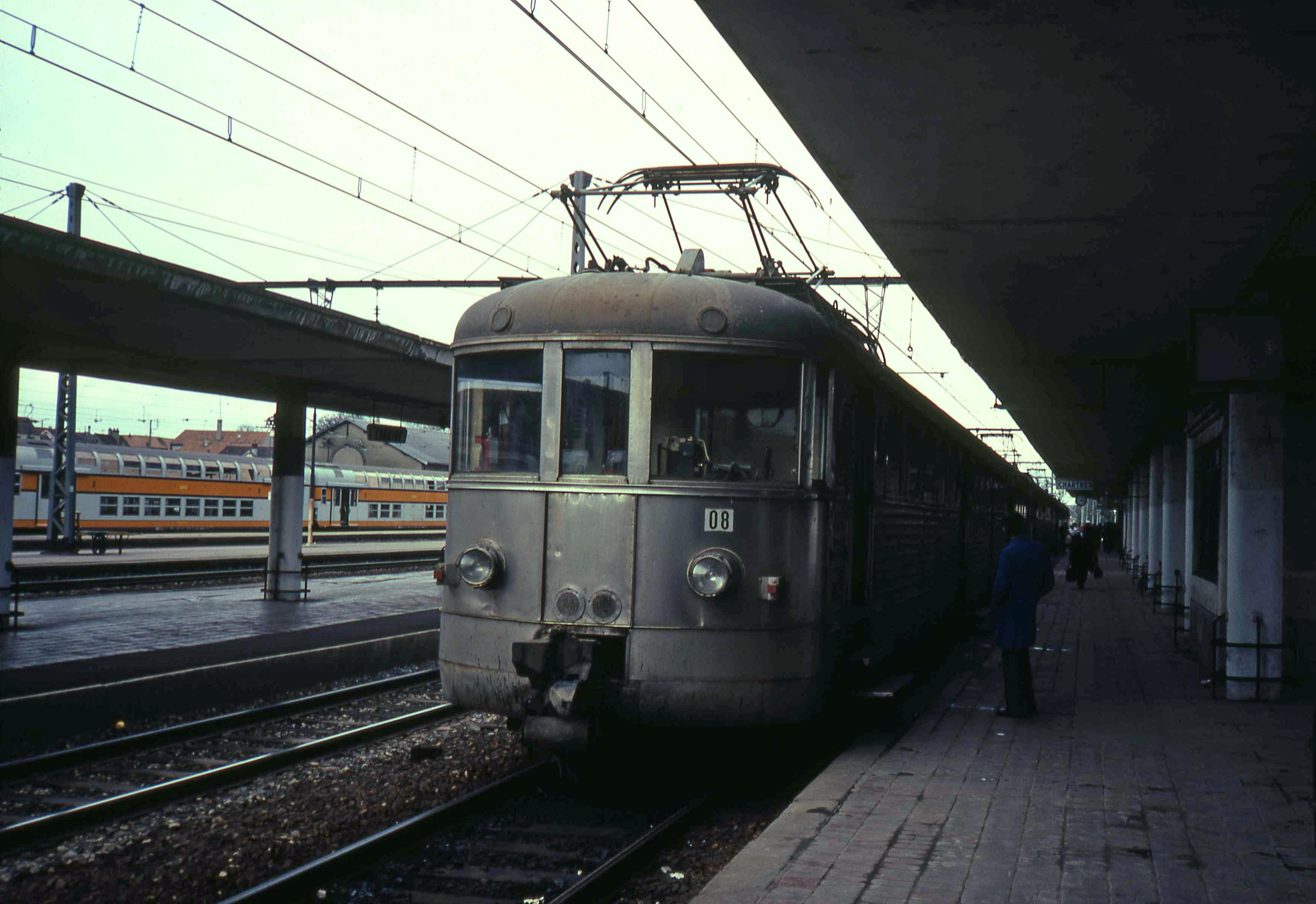
Z 3700 in Mehrfachtraktion in Chartres (1981)

Zeitgleich mit den Z 23700 wurden die Fahrzeuge der Baureihe Z 23800 („Automotrices de ramassage“) entwickelt. Letztere waren einteilige Elektrotriebwagen für den Verkehr als Sammler zwischen zwei Fernzughalten, weshalb sie innerhalb von 28 Sekunden eine Geschwindigkeit von 100 km/h bei einer Höchstgeschwindigkeit von 140 km/h erreichten.
Für den schnellen Regionalverkehr konnte auf dieses Konzept zurückgegriffen werden. Zu diesem Zweck entstanden jedoch zweiteilige Triebwagen. die auf drei zweiachsigen Drehgestellen ruhten, wobei das mittlere als Jakobs-Drehgestell beide Wagenkästen verband. Jede Achse wurde von einem Elektromotor mit einer Leistung von 200 PS angetrieben; mit der Gesamtleistung von 1200 PS beschleunigte der Prototyp innerhalb von 122 Sekunden auf 152 km/h. Im Rahmen von Versuchsfahrten wurden Geschwindigkeiten von bis zu 186 km/h erreicht, im regulären Betrieb betrug die Höchstgeschwindigkeit der Züge 130 km/h. Das Steuerungssystem Jeumont-Heidmann (Kennzeichen: von einem Servomotor angetriebene Nockenwelle) trug zu den guten Beschleunigungswerten bei.
Die Wagenkästen waren aus rostfreiem Stahl, der 18 % Chrom und 8 % Nickel beinhaltete, mit unter dem Fensterband gesickten Seitenwänden gefertigt. An den Führerständen waren sie aerodynamisch abgerundet, mit großen Seitenfenstern war ihr Design für die damalige Zeit sehr modern. Der Übergang zwischen den beiden Kästen eines Triebzugs erfolgte mittels Faltenbalg. Das Leergewicht des 40,71 m langen Z 23700 betrug 65 t. Die Fahrzeuge waren klimatisiert und wiesen eine gute Beleuchtung, ausfahrbare Trittstufen, sowie – erstmals im Vorortverkehr – Toiletten auf. Sie hatten keine üblichen Zug- und Stoßeinrichtungen, waren aber mittels automatischer Kupplungen des Typs Boirault untereinander kuppelbar.
Gebaut wurden die 20 Fahrzeuge bei den Etablissements Carel Fouché & Cie, die für die Konstruktion der leichten Wagenkästen ein Patent von Budd nutzten, in Aubevoye. Am 22. Mai 1937 gingen sie anlässlich der Elektrifizierung des Abschnitts Paris-Montparnasse–Le Mans als Z 23701 bis Z 23720 in Betrieb. Nach der Übernahme der ETAT durch die SNCF im Jahr 1938 wurden sie als Baureihe Z 3700 bezeichnet und erhielten die Betriebsnummern Z 3701 bis Z 3720. Das unter dem mittleren Frontfenster vertikal angebrachte zweiteilige Spitzensignal wurde von der SNCF zunächst beibehalten und erst nach 1966 durch zwei horizontale Lampen ersetzt.
Eingesetzt wurden die im Betriebswerk Montrouge beheimateten Triebwagen zunächst vom alten Bahnhof Montparnasse aus nach Rambouillet, zum Teil auch weiter bis Maintenon und Chartres. Wegen ihrer knapp bemessenen Zahl und dem Umstand, dass sie nicht mit anderen Fahrzeugen kuppelbar waren, musste häufig auf weniger leistungsfähige Fahrzeuge zurückgegriffen werden. Ab 1969 verkehrten die Z 3700 über die Grande Ceinture zwischen Versailles-Chantiers und Juvisy-sur-Orge und ab 1975 in der Relation Chartres-Le Mans, wo sie jeweils ältere Fahrzeuge ablösten.

## Abstellung und Verbleib

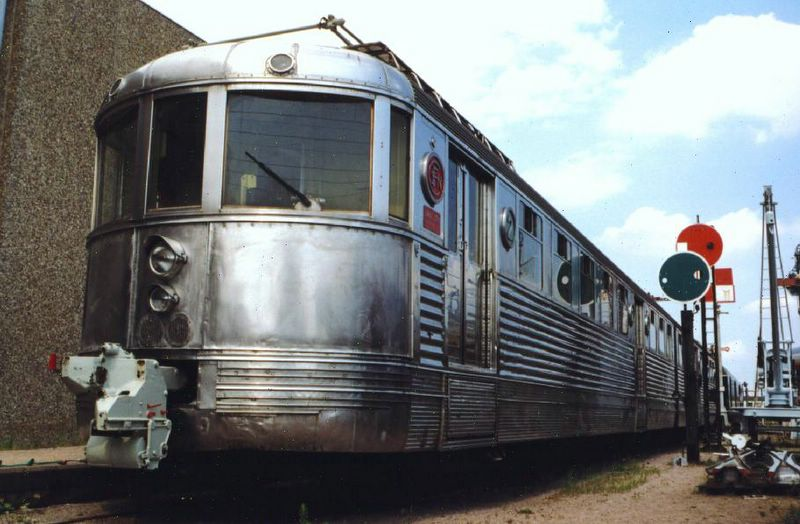
Restaurierter Z 3714 vor seiner Zerstörung im Freigelände der Cité du Train (2006)

1979 wurden sie aus dem Vorortverkehr des Bahnhofs Paris-Montparnasse abgezogen und nur noch sporadisch eingesetzt. Nachdem die Einheiten 3702 und 3720 nach Bränden bereits 1973 bzw. 1976 abgestellt worden waren, endete für alle weiteren im Jahr 1983 der kommerzielle Einsatz. Drei Z 3700 (Z 3706, Z 3713 und Z 3717) versahen noch bis spätestens 1985 Pendelverkehre des Betriebswerks Montrouge, der Z 7311 diente noch vorübergehend für Versuchs- und Messfahrten.
Der Hersteller Carel & Fouché kaufte 1984 die Einheit Z 3713 zurück. Er stellte sie im Eingangsbereich des Betriebs auf und gab sie später an Eisenbahnfreunde in Elbeuf weiter. Nach der Auflösung deren Vereins wurde das Fahrzeug 1998 verschrottet.
In restauriertem Zustand erhalten – unter anderem Einbau des ursprünglichen Spitzensignals – wurde der Z 3714 im Eisenbahnmuseum Mülhausen (Cité du Train); im Außenbereich ausgestellt wurde er Opfer von Vandalismus und wartete im Jahr 2023 noch auf seine Aufarbeitung. Mit einem Kilometerstand von 3.982.984 km war er der Z 3700 mit der höchsten Laufleistung.